# Paphiopedilum primulinum
Paphiopedilum primulinum é uma espécie de orquídea (Orchidaceae) do Sudeste Asiático.